# جامعة ترير
جامعة ترير (بالألمانية: Universität Trier) هي جامعة عامة في ألمانيا أُسِّسَت عام 1970.

## إحصائيات
يبلغ عدد طلاب الجامعة 15,074 طالب.

## وصلات خارجية
- الموقع الإلكتروني